# Ejutla de Crespo
Ejutla de Crespo är en kommunhuvudort i Mexiko.   Den ligger i kommunen Heroica Ciudad de Ejutla de Crespo och delstaten Oaxaca, i den sydöstra delen av landet, 400 km sydost om huvudstaden Mexico City. Ejutla de Crespo ligger 1 448 meter över havet och antalet invånare är 8 117.
Terrängen runt Ejutla de Crespo är varierad. Runt Ejutla de Crespo är det ganska tätbefolkat, med 108 invånare per kvadratkilometer. Ejutla de Crespo är det största samhället i trakten. I omgivningarna runt Ejutla de Crespo växer huvudsakligen savannskog.